# Jacek Sójka
Jacek Sójka (ur. 1954) – polski filozof, dr hab. nauk humanistycznych, profesor uczelni Wydziału Antropologii i Kulturoznawstwa Uniwersytetu im. Adama Mickiewicza w Poznaniu i Centrum Studiów Otwartych Uniwersytetu im. Adama Mickiewicza w Poznaniu.

## Życiorys
21 czerwca 1982 obronił pracę doktorską, 21 grudnia 1992 habilitował się na podstawie oceny dorobku naukowego i pracy zatytułowanej Pomiędzy filozofią a socjologią. Społeczna ontologia Alfreda Schutza. Objął funkcję profesora uczelni na Wydziale Antropologii i Kulturoznawstwa Uniwersytetu im. Adama Mickiewicza w Poznaniu, oraz w Centrum Studiów Otwartych na Uniwersytecie im. Adama Mickiewicza w Poznaniu.
Piastuje stanowisko dyrektora w Centrum Studiów Otwartych na Uniwersytecie im. Adama Mickiewicza w Poznaniu, dziekana na Wydziale Antropologii i Kulturoznawstwa, a także na Wydziale Nauk Społecznych Uniwersytetu im. Adama Mickiewicza w Poznaniu.
Był członkiem Komitetu Nauk o Kulturze na I Wydziale I Nauk Humanistycznych i Społecznych Polskiej Akademii Nauk i Komitetu Polityki Naukowej Organów Opiniodawczego i Doradczego Ministra Ministerstwa Nauki i Szkolnictwa Wyższego.